# Antiochrus politulus
Antiochrus politulus är en skalbaggsart som beskrevs av Macleay 1888. Antiochrus politulus ingår i släktet Antiochrus och familjen Hybosoridae. Inga underarter finns listade i Catalogue of Life.